# Карате Брианца
Кара̀те Бриа̀нца (на италиански: Carate Brianza, на западноломбардски: Caràa, Караа) е град и община в Северна Италия, провинция Монца и Брианца, регион Ломбардия. Разположен е на 256 m надморска височина. Населението на общината е 17 997 души (към 2010 г.).
До 2004 г. общината е част от провинция Милано.